# Sport Club Corinthians Alagoano
Sport Club Corinthians Alagoano foi um clube de futebol brasileiro da cidade de Maceió, no Estado de Alagoas.

## História
A sua história começou no dia 4 de abril de 1991, com sua fundação, e seu nome foi em homenagem ao Corinthians, de São Paulo, que havia sido campeão brasileiro em 1990. Seu objetivo principal era descobrir atletas jovens e talentosos e projeta-los em seguida para o futebol nacional e internacional.
Em 1992, o Timão tornou-se o primeiro clube alagoano a disputar um torneio internacional, o 1° Torneio de Inverno, disputado no Japão. Do total de cinco jogos, nenhuma foi derrota, onde enfrentou a Seleção Sul-Coreana, Roasso Kumamoto e IEC Futebol Clube.
No mesmo ano, o clube participou do Campeonato Alagoano da 2ª Divisão, sagrando-se campeão invicto. Após a conquista, o Corinthians abriu mão da vaga para a elite alagoana. Tornou-se novamente campeão alagoano invicto da 2ª Divisão em 1997.
Nos anos de 2000 e 2001, a equipe alagoana disputou a "Coppa Carnevale", na cidade italiana de Viareggio. Nessas duas edições, o Corinthians enfrentou grandes clubes europeus, como: Juventus, Fiorentina, Milan, Lazio, Empoli e Roma, da Itália, além de Maccabi Haifa, de Israel, e Standard de Liège, da Bélgica.
Em 2000, pela primeira vez uma equipe de outro país conseguiu, na sua estreia, passar para a segunda fase da competição. Isso foi conquistado após empatar com Lazio (0-0) e Milan (1-1), e golear o israelense Maccabi Haifa (4-1). Já nas oitavas-de-final, atuando em Viareggio, o Corinthians ganhou do Roma por 5-4, nos pênaltis, sendo eliminado pelo Empoli, nas quartas-de-final, com a derrota por 3-0. Eliminado, mas entre os oito melhores.
Em 2001, logo na primeira fase, o Corinthians mostrou sua força garantindo a classificação ao empatar com a Fiorentina (1-1) e com o Empoli (0-0), e derrotando o Standard de Liège (2-0), chegando então nas oitavas-de-final e sendo eliminado pelo Juventus, perdendo por 1-0, jogo realizado em Seravezza.
Em 2002, ao bater o Palmeiras do Nordeste, o Corinthians conquistou o 1º Torneio Seletivo para a Copa do Nordeste, que seria disputada no ano seguinte, sem o aval da CBF. No primeiro jogo, dia 5 de agosto, vitória corintiana sobre o alviverde baiano por 4-0, em partida disputada no Estádio Presidente Médici, em Sergipe. Os gols da partida foram marcados por Leandro, Rodrigo, Édson Baiano e Luciano. Na partida decisiva do dia 7 de agosto, no Nelsão da Via Expressa, o empate sem gols com o Palmeiras do Nordeste garantiu ao tricolor a vaga na principal competição entre clubes do Nordeste. 
O Corinthians alcançaria o seu maior título no ano de 2004, quando conquistou pela primeira vez o Campeonato Alagoano da 1ª Divisão.
No ano de 2007, mesmo com uma ótima campanha, foi superado pelo Coruripe, e ficou com o vice-campeonato alagoano e as vagas na Série C de 2007 (desistiu de participar, deixando a vaga para o ASA) e na Copa do Brasil de 2008, avançando até as quartas-de-final.
Em 2009, foi novamente vice-campeão alagoano, garantindo a vaga alagoana para a Série D de 2009.
O clube ficou mais conhecido após a revelação do jogador Pepe.
Em 2013, o clube fez boa campanha na primeira fase na Primeira Divisão, chegando a ser líder, mas acabou indo mal na fase seguinte e terminou em último no hexagonal final. Em 12 de Novembro do mesmo ano, devido a crise financeira, anunciou a fusão com a Associação Atlética Santa Rita para atuar como Sport Club Santa Rita, utilizando toda a estrutura do Corinthians. Com a fusão, o Santa Rita herda a vaga para a Copa do Brasil e a vaga deixada pelo clube na elite é repassada ao Penedense.

## Títulos
| ESTADUAIS | ESTADUAIS                        | ESTADUAIS | ESTADUAIS   |
|           | Competição                       | Títulos   | Temporadas  |
| --------- | -------------------------------- | --------- | ----------- |
|           | Campeonato Alagoano              | 1         | 2004,       |
|           | Campeonato Alagoano - 2ª Divisão | 2         | 1992 e 1997 |

### Outras conquistas
- Torneio Seletivo para a Copa do Nordeste 2002 e 2003.
- 1º Torneio de Inverno: 1992, disputado no Japão.

### Destaques
- Copa Carnevale disputada na Itália, chegou nas quartas de final em 2000 e nas oitavas em 2001.
- Copa do Brasil 2008, chegou nas quartas de final, quando acabou eliminado pelo Clube Regatas Vasco da Gama, por 5x1 em São Januário e 3x1 no Nelsão.
- Copa do Nordeste de Futebol Sub-20, o time foi Vice-campeão em 2004.

### Categorias de base
- Campeonato Alagoano Sub-20: 2005.[7]
- Campeonato Alagoano Sub-18: 2001, 2002, 2003, 2004, 2005, 2006 e 2007.
- Campeonato Alagoano Sub-17: 2000, 2001, 2002, 2003, 2004, 2005, 2006, 2007 e 2010.
- Campeonato Alagoano Sub-15: 2008 e 2010.

## Jogadores revelados pelo clube
- Narciso
- Luiz Gustavo
- Camilo
- Calisto
- Marcelinho
- Márcio Araújo
- Pepe

## Hino
O hino do clube foi criado por Antônio Guimarães, tendo como intérprete Carlos Moura.

## Estatísticas

### Participação no Brasileirão
Campeonato Brasileiro de Futebol - Série C
| Ano  | Posição |
| ---- | ------- |
| 2000 | 7º      |
| 2001 | 11º     |
| 2002 | 41º     |
| 2003 | 92º     |
| 2004 | 49º     |

### Confrontos em competições nacionais e regionais
Atualizado em 28 de Maio de 2019.
| Pos | Equipes             | J | V | E | D | GP | GC | SG |
| --- | ------------------- | - | - | - | - | -- | -- | -- |
| 1   | Confiança           | 9 | 5 | 1 | 3 | 11 | 9  | +2 |
| 2   | Sergipe             | 6 | 4 | 2 | 0 | 10 | 1  | +9 |
| 3   | ASA                 | 6 | 1 | 2 | 3 | 6  | 10 | -4 |
| 4   | Itabaiana           | 4 | 3 | 0 | 1 | 13 | 5  | +8 |
| 5   | CSA                 | 4 | 2 | 0 | 2 | 7  | 6  | +1 |
| 6   | Central             | 4 | 1 | 0 | 3 | 3  | 11 | -8 |
| 7   | Tocantinópolis      | 2 | 2 | 0 | 0 | 7  | 2  | +5 |
| 8   | Paranavaí           | 2 | 2 | 0 | 0 | 5  | 1  | +4 |
| 9   | Campinense          | 2 | 2 | 0 | 0 | 5  | 1  | +4 |
| 10  | Coruripe            | 2 | 1 | 1 | 0 | 5  | 3  | +2 |
| 11  | Juazeiro            | 2 | 1 | 1 | 0 | 3  | 2  | +1 |
| 12  | Camaçari            | 2 | 1 | 1 | 0 | 2  | 1  | +1 |
| 13  | Juventude           | 2 | 1 | 0 | 1 | 3  | 3  | 0  |
| 14  | Vitória             | 2 | 1 | 0 | 1 | 3  | 5  | -2 |
| 15  | Atlético Paranaense | 1 | 0 | 2 | 0 | 2  | 2  | 0  |
| 16  | Dom Pedro           | 2 | 0 | 2 | 0 | 2  | 2  | 0  |
| 17  | Itacuruba           | 2 | 0 | 1 | 1 | 2  | 3  | -1 |
| 18  | Lagartense          | 2 | 0 | 1 | 1 | 5  | 7  | -2 |
| 19  |                     | 2 | 0 | 0 | 2 | 0  | 2  | -2 |
| 20  | Sousa               | 2 | 0 | 0 | 2 | 0  | 2  | -2 |
| 21  | Botafogo-PB         | 2 | 0 | 0 | 2 | 1  | 4  | -3 |
| 22  | Porto-PE            | 2 | 0 | 0 | 2 | 1  | 5  | -4 |
| 23  | Vasco da Gama       | 2 | 0 | 0 | 2 | 2  | 8  | -6 |
| 24  | São Gonçalo-RN      | 1 | 1 | 0 | 0 | 2  | 1  | +1 |
| 25  | Atlético Goianiense | 1 | 1 | 0 | 0 | 1  | 0  | +1 |
| 26  | Ceará               | 1 | 0 | 0 | 1 | 0  | 1  | -1 |
| 27  | São Caetano         | 1 | 0 | 0 | 1 | 0  | 2  | -2 |
| 28  | Brasiliense         | 1 | 0 | 0 | 1 | 1  | 4  | -3 |

## Curiosidades
Sua maior goleada com mando de campo no Estádio Nelson Peixoto Feijó, foi sobre o CSA por 8-1.
Já sua maior goleada com mando de campo no Estádio Rubens Canuto, foi sobre o CEO por 9-1 em 2012.